# Дзельска, Мария
Мария Целина Дзельска (урождённая Домбровская, Dąbrowska, 18 сентября 1942, Краков — 30 июля 2018, Краков) — польский филолог-классик, историк, переводчица, биограф Гипатии и политический деятель. Была профессором древнеримской истории в Ягеллонском университете.

## Образование и карьера
Дзельска родилась в Кракове в 1942 году. Она получила степень по истории в Ягеллонском университете и по классической филологии в Лодзинском университете, защитила докторскую диссертацию в 1972 году, прошла хабилитацию в 1984 году. В 1996 году она стала профессором Ягеллонского университета.
Перевела труд Псевдо-Дионисия Ареопагита. Является одним из самых переводимых польских историков всех времён. Её книга «Ипатия Александрийская», изданная в США Гарвардским университетом в 1995 году, была переведена на 8 языков и названа лучшей академической книгой года в категории «Философия» журнала Choice Magazine, а также лучшей исторической книгой 1995 года Американского книжного исторического клуба.
Вела ряд образовательных программ об античности на польском телевидении.
Посмертно награждена Президентом Республики Польша орденом Белого Орла за выдающиеся заслуги в популяризации культурного наследия и исторических знаний, за выдающиеся достижения в научной и исследовательской работе, за общественную деятельность. Также была награждена Крестом Свободы и Солидарности за заслуги в деятельности за независимость и суверенитет Польши и соблюдение прав человека в Польской Народной Республике.

## Личная жизнь
Дзельска вышла замуж за Мирослава Дзельского, лидера антикоммунистического движения 1980-х годов в Польше, и вместе с ним проводила кампанию против коммунизма. Их сын — Витольд Дзельский, польский дипломат, посол Польши в Канаде с 2022 года.

## Признание
Дзельска была членом Польской академии наук и Польской академии знаний. После смерти ей устроили государственные похороны, на которых президент Польши Анджей Дуда наградил её орденом Белого орла.

## Избранные публикации
- Apollonius of Tyana in Legend and History (translated into English by Piotr Pieńkowski; Rome: l’Erma di Bretschneider, 1986)[10]
- Hypatia of Alexandria (translated into English by F. Lyra; Cambridge: Harvard Univ. Press, 1995)[11]
- Divine Men and Women in the History and Society of Late Hellenism (edited with Kamilla Twardowska, Jagiellonian University Press, 2013)[12]